# Gaston Palewski
Gaston Palewski (Parigi, 20 marzo 1901 – Le Val-Saint-Germain, 3 settembre 1984) è stato un politico francese, associato a Charles de Gaulle durante e dopo la seconda guerra mondiale.
È anche ricordato come l'amante della scrittrice inglese Nancy Mitford, ed appare in forma romanzata in due dei suoi romanzi.

## Biografia
Palewski nasce a Parigi, figlio di un industriale. La sua famiglia era originaria della Polonia ma trasferitasi in Francia nel 19 secolo. La sua educazione è stata curata in prestigiosi istituti come la Sorbona, Istituto di studi politici di Parigi e l'Università di Oxford. In quest'ultima impara a parlare un eccellente inglese e sviluppa un pensiero filo-inglese.
Grazie all'influenza della sua famiglia ottiene un posto con il maresciallo Hubert Lyautey, il Ministro residente francese, in Marocco. Nel 1928 diventa il segretario privato di Paul Reynaud, un leader politico che era Ministro delle finanze e che nel 1940 diventerà Primo Ministro in Francia. Nel 1934 tramite Reynaud, incontra per la prima volta Charles de Gaulle, e diventa sostenitore del suo pensiero politico e militare.
Con lo scoppio della guerra, nel 1939, Palewski fu reclutato come tenente nell'Aeronautica francese. Quando ci fu l'armistizio nel giugno 1940 si trovava nell'Africa Francese del Nord. Rifiutando la sconfitta della Francia, alla fine di agosto raggiunse Londra e si unì all'organizzazione France libre di de Gaulle. Quest'ultimo lo nominerà direttore degli Affari Politici del movimento France libre, giocando un ruolo critico di negoziazione tra il governo britannico e de Gaulle. Nel marzo del 1941 gli fu dato il grado di tenente-colonnello e il comando delle forze armate della France libre. Le guiderà contro le forze armate italiane durante la riconquista della Somalia francese (ora Gibuti).
Nel settembre del 1942 fu richiamato a Londra per diventare direttore di gabinetto di de Gaulle, posizione con cui lo seguì da Londra fino in Algeria, nel 1943, e dopo la liberazione, nell'agosto del 1944, a Parigi.
Divenne noto come uomo di fiducia di de Gaulle, e le sue capacità diplomatiche e la sua comprensione degli inglesi lo resero indispensabile a quest'ultimo.
Palewski rimase direttore del gabinetto di de Gaulle fino a quando questo rassegnò le dimissioni da capo del Governo provvisorio nel gennaio del 1946. Egli divenne uno dei promotori del movimento del Gollismo e nel 1947 fu uno dei fondatori del primo partito Gollista, il Raggruppamento del Popolo Francese (RPF). Nel 1951 fu eletto all'Assemblea nazionale come deputato del RPF per il distretto della Senna (Parigi). Dal 1953 al 1955 fu vice presidente dell'Assemblea nazionale. Battuto alle elezioni del 1956, si ritirò dalla politica attiva. 
Nel 1957 su indicazione di Charles de Gaulle fu nominato ambasciatore in Italia, incarico che svolse fino al 1962. Dall'aprile 1962 al febbraio 1965 fu ministro di Stato, ministro per la ricerca scientifica, l'energia atomica, e l'esplorazione spaziale, nel primo governo di Georges Pompidou. Il primo maggio del 1962 Palewski assistette insieme ad altre personalità al test nucleare sotterraneo nominato Beryl in Algeria. Il pozzo dove si svolse il test non riuscì a contenere l'esplosione e lo stesso Palewski venne esposto a radiazioni come risultato di una perdita di lava e polvere radioattiva nell'atmosfera. Più avanti attribuirà a questo incidente la leucemia che lo porterà alla morte. 
Tra il 1965 e il 1974 fu presidente del Consiglio costituzionale. Grande intenditore d'arte e soprattutto di quella italiana, promotore di importanti restauri a Firenze, fu eletto membro dell'Académie des beaux-arts. Morì di leucemia nel 1984 all'età di 83 anni.